# Leucoma
Leucoma är ett släkte av fjärilar som beskrevs av Jacob Hübner 1822. Leucoma ingår i familjen tofsspinnare.

## Bildgalleri

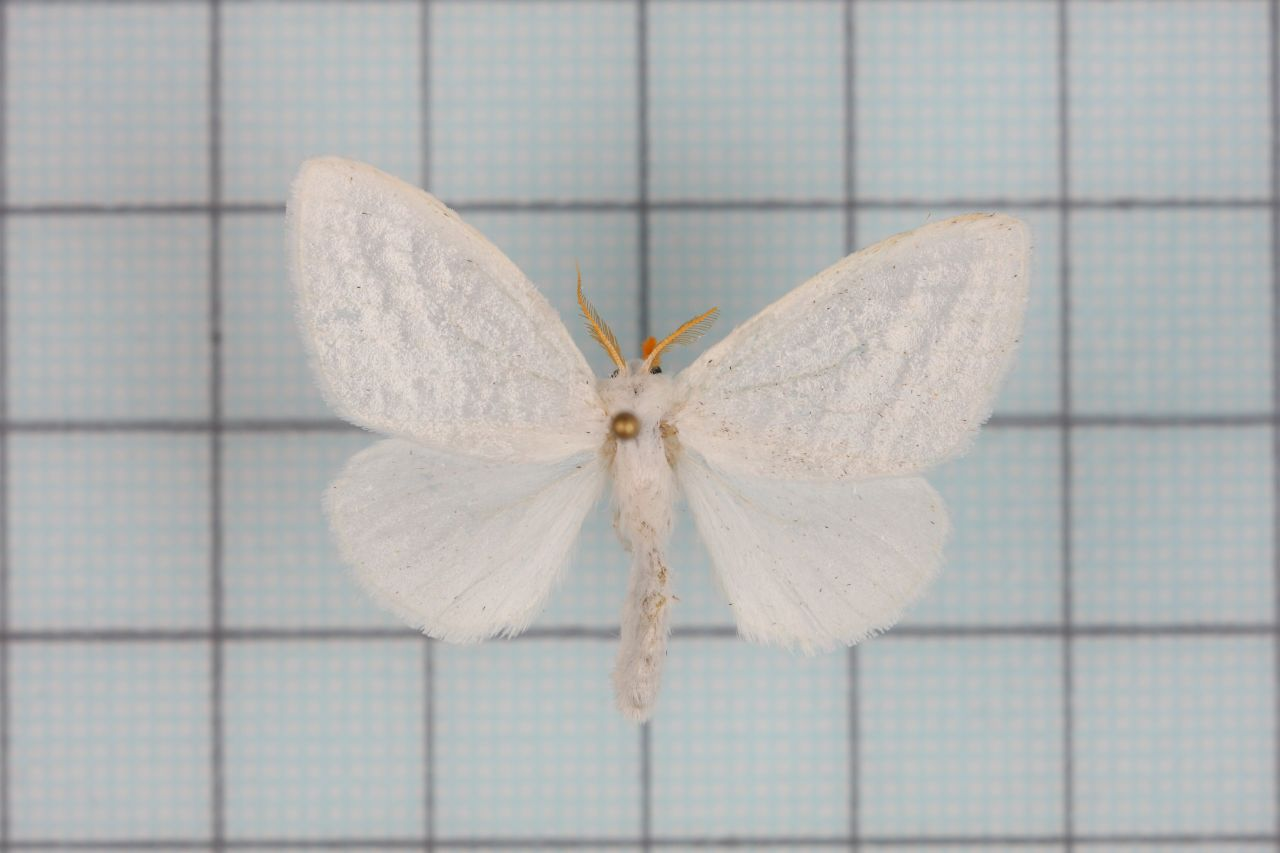
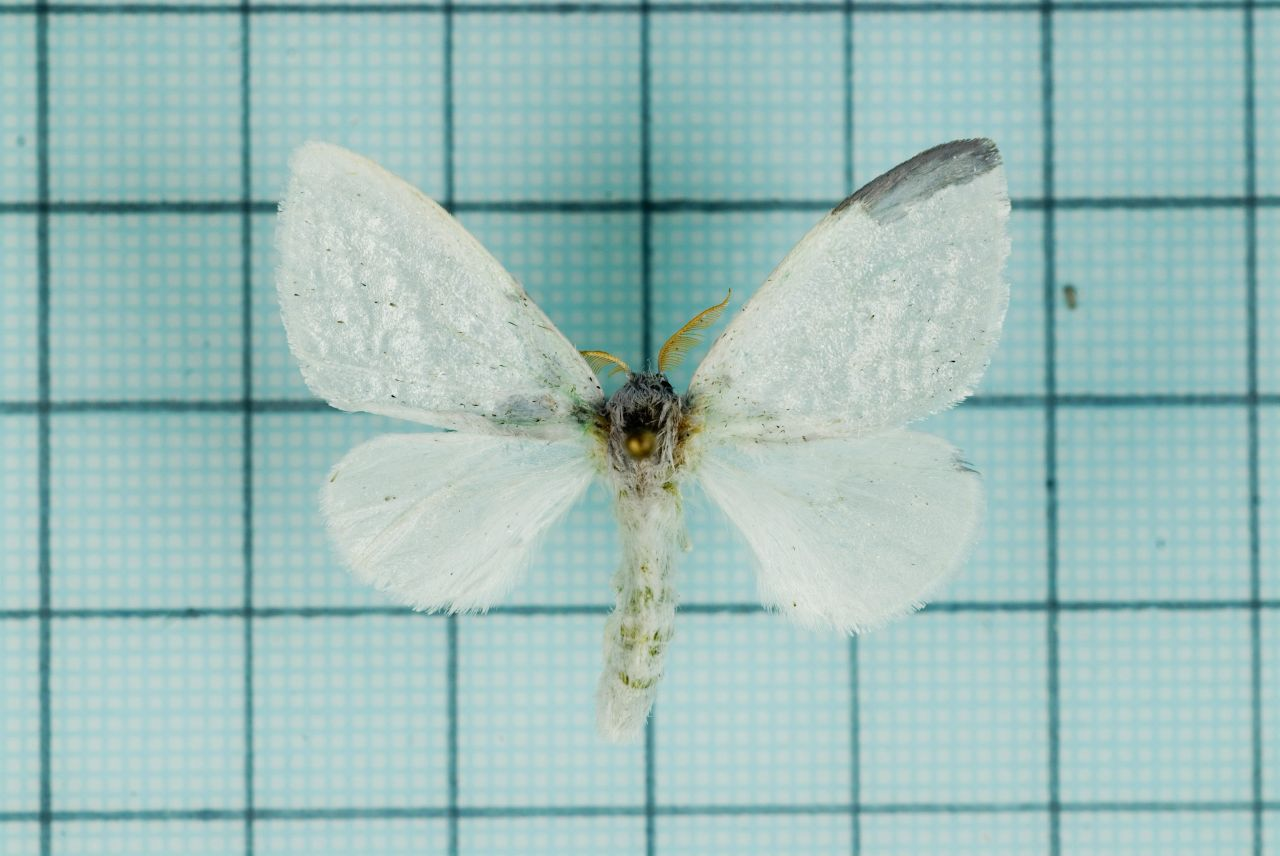
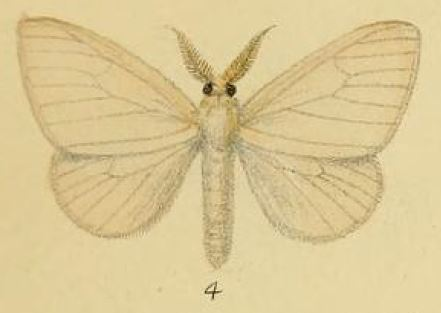
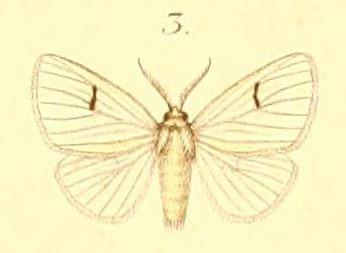
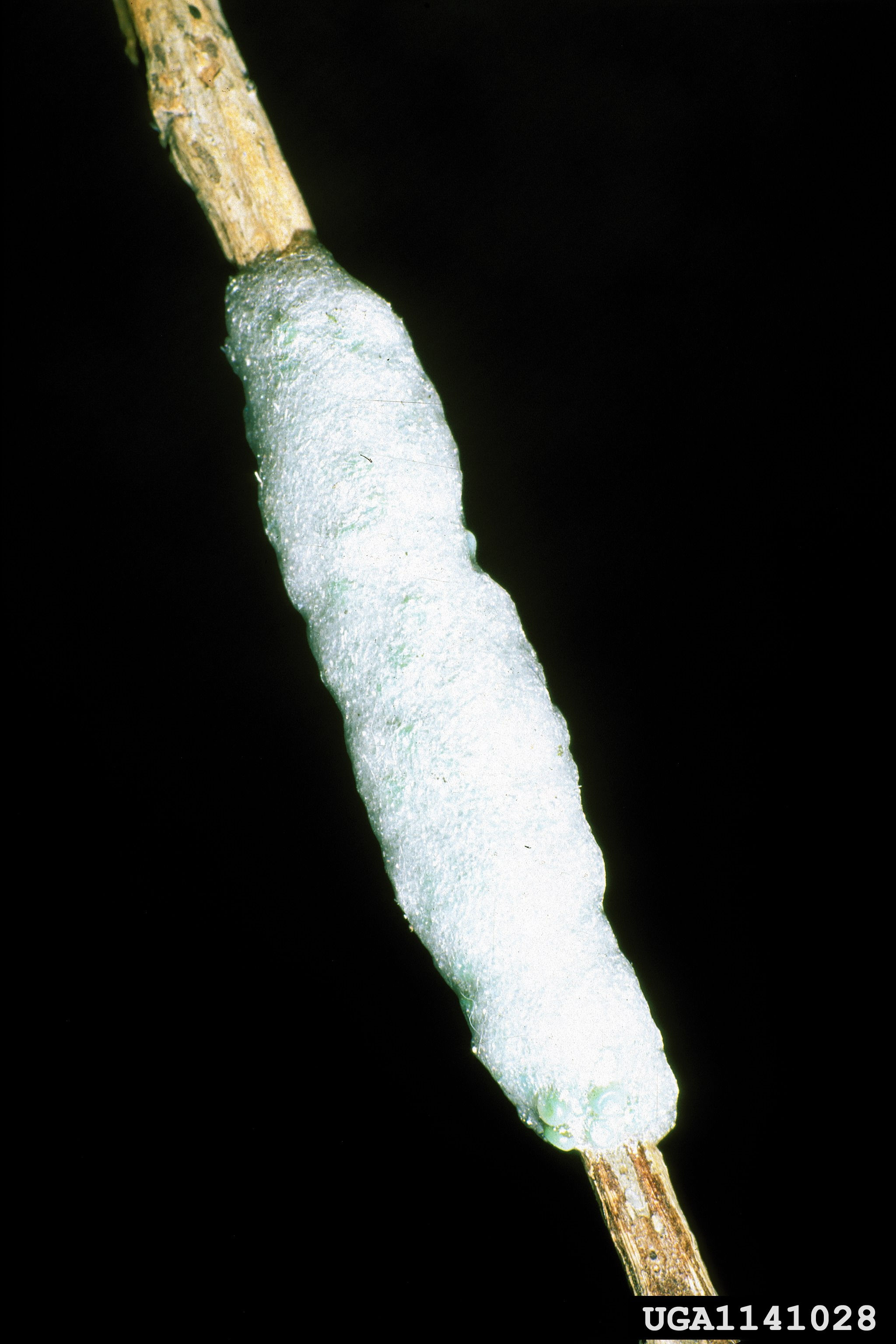
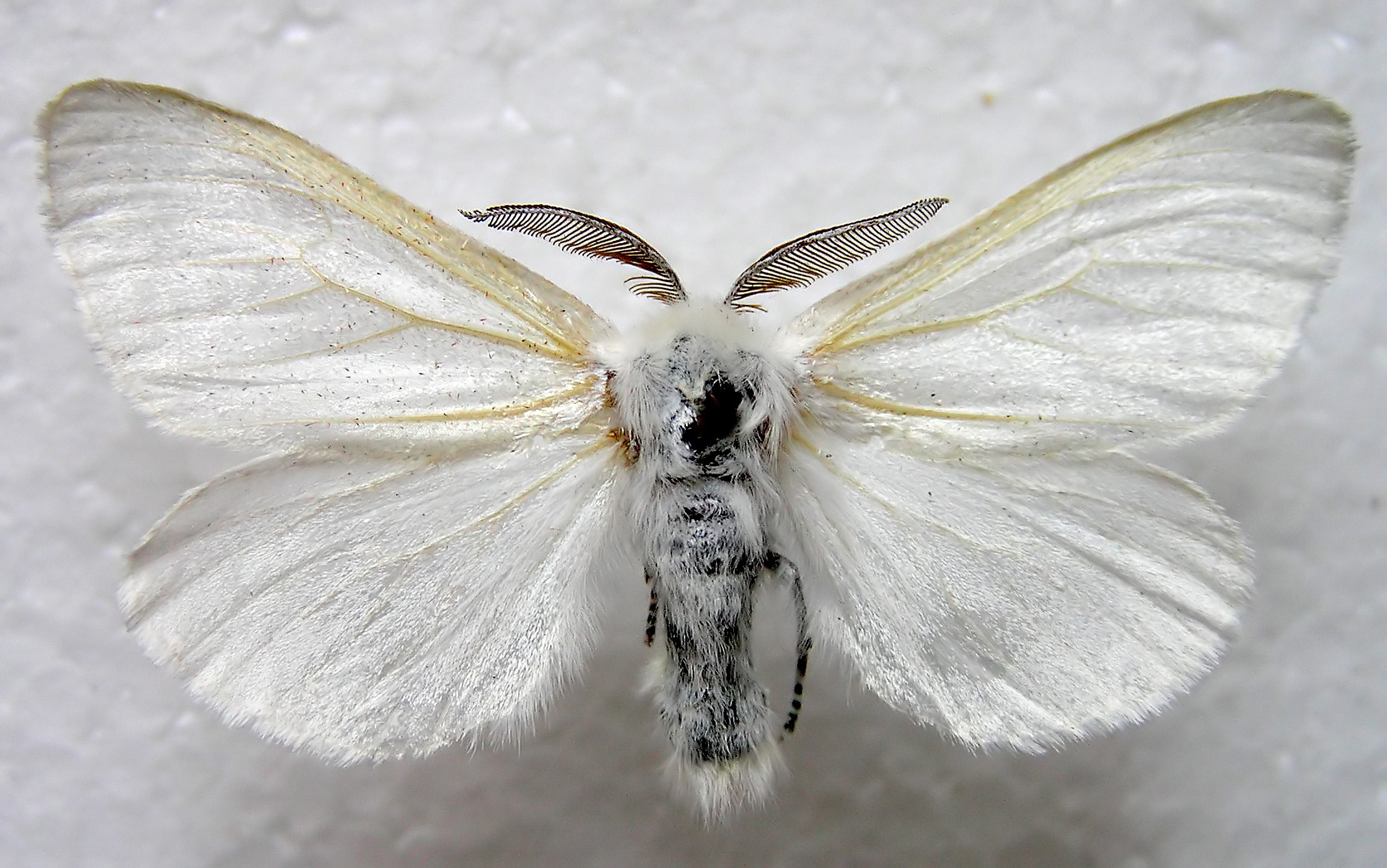

## Dottertaxa tillLeucoma, i alfabetisk ordning[1][2]
- Leucoma albifrons
- Leucoma albina
- Leucoma aneuphrix
- Leucoma aristera
- Leucoma atripalpia
- Leucoma aurifrons
- Leucoma avolaensis
- Leucoma bicolorata
- Leucoma chrysoscela
- Leucoma clara
- Leucoma collucens
- Leucoma cretacea
- Leucoma cryptadia
- Leucoma cygna
- Leucoma dexitera
- Leucoma dicella
- Leucoma doii
- Leucoma eshanensis
- Leucoma euphrix
- Leucoma flavifrons
- Leucoma flavosulphurea
- Leucoma fletcheri
- Leucoma froitzheimi
- Leucoma holosericea
- Leucoma horridula
- Leucoma impressas
- Leucoma infranigricosta
- Leucoma laba
- Leucoma lechrisemata
- Leucoma lirioessa
- Leucoma loda
- Leucoma luteipes
- Leucoma melanoscela
- Leucoma nigripennata
- Leucoma nitida
- Leucoma niveata
- Leucoma ochripes
- Leucoma ochropoda
- Leucoma ogovensis
- Leucoma parallela
- Leucoma parva
- Leucoma pura
- Leucoma purissima
- Leucoma salicis
- Leucoma sartus
- Leucoma sericea
- Leucoma sevastopuloi
- Leucoma siderea
- Leucoma subargentea
- Leucoma surtur
- Leucoma tafa
- Leucoma wiltshirei
- Leucoma xanthocephala
- Leucoma xanthosoma